# (144907) Whitehorne
(144907) Whitehorne est un astéroïde de la ceinture principale.

## Description
(144907) Whitehorne est un astéroïde de la ceinture principale. Il fut découvert le 16 décembre 2004 à Vail-Jarnac par Tom Glinos, David H. Levy et Wendee Levy. Il présente une orbite caractérisée par un demi-grand axe de 2,97 UA, une excentricité de 0,11 et une inclinaison de 0,5° par rapport à l'écliptique.

## Compléments